# Kodeks 0232
Kodeks 0232 (Gregory-Aland no. 0232) – grecki kodeks uncjalny Nowego Testamentu na pergaminie, datowany zwykle na V lub VI wiek. Paleograficzne datowanie rękopisu jest jednak problematyczne i dlatego niektórzy badacze proponowali wcześniejsze daty. Fragment przechowywany jest w Oksfordzie. Tekst fragmentu jest często zgodny z Kodeksem Synajskim i Watykańskim, jest wykorzystywany we współczesnych wydaniach greckiego Nowego Testamentu. Znany jest także pod nazwą Papirus Antinoopolis 12.

## Opis
Do XX wieku zachował się tylko fragment jednej karty, z tekstem 2. Listu Jana (1-5.6-9). Przypuszcza się, że oryginalne karty kodeksu miały rozmiar 10 na 9 cm. Tekst pisany jest jedną kolumną na stronę, 20 linijkami w kolumnie. Jest jednym z najwcześniejszych zachowanych rękopisów 2. Listu Jana.
Nomina sacra pisane są skrótami, skróty uzyskują jednak nietypowe formy, jak np. παρς dla πατρος (ojca).
Na stronie recto oraz verso fragmentu podane zostały numery 164 oraz 165, co oznacza, że oryginalny rękopis zawierał nie tylko 2. List Jana, ale również i inne teksty. Porównanie objętości Listów powszechnych wskazuje, że nie zdołałyby zapełnić poprzedzających kart, zostałoby aż nadto pustej przestrzeni, dlatego wydawca kodeksu Colin Henderson Roberts przypuszczał, że fragment był częścią zbioru pism Janowych. Jednak Roberts nie przeprowadził dokładnych obliczeń. Rozmiary kart są zbyt małe, aby starczyło miejsca dla samej tylko Ewangelii Jana. Z drugiej strony przestrzeni jest zbyt wiele, aby pomieścić wszystkie Listy powszechne. Michael J. Kruger po dokonaniu dokładnych obliczeń – liczba liter Listów powszechnych, Ewangelii Jana, Apokalipsy, Ewangelii Marka i Listu do Hebrajczyków – zasugerował, że oryginalny rękopis zaczynał się od Listu do Hebrajczyków.

## Tekst
Tekst rękopisu reprezentuje aleksandryjską tradycję tekstualną. Kurt Aland zaklasyfikował tekst fragmentu do kategorii II.
W 2 J 3 stosuje wariant παρα Ιησου Χριστου (od Jezusa Chrystusa), przeciwko wariantowi παρα Κυριου (od Pana), w czym jest zgodny ze współczesnymi wydaniami Novum Testamentum Graece Nestle-Alanda.
W 2 J 6 stosuje wariant η εντολη εστιν (przykazanie jest), w czym jest zgodny z wydaniami Nestle-Alanda.
W 2 J 6 wspiera wariant ινα καθως (wespół z 01, 03, 022, 33, 69, 323, 614, 1241, 1739) przeciw καθως (jak mają wydania Nestle-Alanda).
W 2 J 7 wspiera wariant εξηλθον (wyszedł), wespół z {\displaystyle {\mathfrak {P}}^{74}}, 01, 02, 03 i 044, przeciwko wariantowi εισηλθον (wszedł, wspieranemu przez 025, 049 i rękopisami tradycji bizantyjskiej. Wariant fragmentu jest zgodny ze współczesnymi wydaniami Nestle-Alanda.
W 2 J 7 αντιχριστος (antychryst) jest bez rodzajnika, podobnie jak 01, 322, 323, 1241.
W 2 J 9 wspiera wariant προαγων (wespół z 01, 02, 03, vg, cop) przeciwko wariantowi παραβαινων (025, 044, Byz). Wariant fragmentu jest stosowany w wydaniach Nestle-Alanda.

## Historia
Fragment został znaleziony zimą 1913–1914 przez J. de M. Johnsona w Antinoopolis (Asz-Szajch Ibada) w Egipcie, wraz z innymi rękopisami. W 1950 roku tekst fragmentu wydał Colin Henderson Roberts. Guglielmo Cavallo wydał jego faksymile.
Colin Henderson Roberts, wydawca fragmentu, datował go na III wiek (ze względu na nietypowe formy nomina sacra). Paleografowie Guglielmo Cavallo i Herwig Maehler datowali na wiek V lub VI. Aland datował fragment na V albo VI wiek. Don Barker zaproponował wcześniejsze datowanie dla 0232 (a także dla {\displaystyle {\mathfrak {P}}^{39}}, {\displaystyle {\mathfrak {P}}^{88}} i Kodeksu 0206). Jego zdaniem rękopis najpóźniej mógł powstać w końcu IV wieku. Michael J. Kruger argumentował jednak, że litery omikron oraz omega są okrągłe i wielkie, tymczasem w III oraz IV wieku litery te były mniejsze. Z drugiej strony wielkie i okrągłe epsilon, theta i sigma nie pozwalają na późne datowanie. W wieku VI te litery były wąskie. Obecnie INTF datuje rękopis na V wiek .
Przypuszcza się, że rękopis powstał w Egipcie.
Na listę rękopisów Nowego Testamentu wciągnął go Kurt Aland w 1953 roku, oznaczając go przy pomocy siglum 0232. Rękopis jest wykorzystywany w krytycznych wydaniach Nowego Testamentu.
Rękopis obecnie przechowywany jest w Ashmolean Museum (P. Ant. 12) w Oksfordzie .